# Jean-Louis Brehant
Jean-Louis Brehant es un deportista francés que compitió en vela en la clase 470. Ganó una medalla de bronce en el Campeonato Europeo de 470 de 1968.

## Palmarés internacional
| Campeonato Europeo | Campeonato Europeo | Campeonato Europeo | Campeonato Europeo |
| Año                | Lugar              | Medalla            | Clase              |
| ------------------ | ------------------ | ------------------ | ------------------ |
| 1968               | Palamós (España)   | Medalla de bronce  | 470                |